# Sjöflickslända
Sjöflickslända (Enallagma cyathigerum) är en art i insektsordningen trollsländor som tillhör familjen dammflicksländor.

## Kännetecken
Sjöflicksländans hane är blå med svart teckning. Honorna kan också vara blå med svart teckning, men de kan också vara brunaktiga med svart teckning. Ett kännetecken för honorna är att de på undersidan av det åttonde bakkroppssegmentet har en tagg, som är riktad bakåt. Vingarna är genomskinliga med gråaktigt vingmärke. Vingbredden är 40 till 50 millimeter och bakkroppens längd är 24 till 29 millimeter.

## Utbredning
Sjöflicksländan finns i Europa och i stora delar av norra Asien och Nordamerika. I Sverige finns den över så gott som hela landet.

## Levnadssätt
Sjöflicksländans habitat är mycket varierande, från små vattensamlingar som dammar till stora sjöar och olika typer av våtmarker. Den gemensamma faktorn är att det bör finnas något område med öppen vattenyta. Efter parningen lägger honan äggen tillsammans med hanen, i stjälkarna på vattenväxter. Utvecklingstiden från ägg till imago är två till tre år och flygtiden juni till augusti, ibland ända in i september.